# Triconòtids
Els triconòtids (Trichonotidae) constitueixen una família de peixos marins pertanyent a l'ordre dels perciformes, la qual té un sol gènere (Trichonotus) i 9 espècies. L'espècie tipus n'és Trichonotus setiger.

## Etimologia
Del grec thrix, -ikos (cabell) i noton (esquena).

## Descripció
- Cos molt allargat, quelcom comprimit i recobert d'escates cicloides.
- Línia lateral contínua, amb 55-57 escates i estenent-se al llarg de la línia mitjana dels flancs.
- Membranes branquiòstegues separades (no unides a l'istmus).
- Boca fesa, terminal, amb la mandíbula superior una mica protràctil, la inferior prominent i amb dents agudes als maxil·lars, els palatins i el vòmer.
- Ulls en posició dorsal.
- Aleta dorsal de base allargada i amb 45-47 radis (el primer, el segon i el tercer no articulats, filiformes i, més o menys, perllongats en els mascles).
- Aleta anal una mica més curta que la dorsal i amb 37-39 radis tous.
- Aletes pectorals petites, pèlviques amb una espina i 5 radis tous i caudal amb 11-12 radis ramificats.[4][5]

## Alimentació
Es nodreixen de zooplàncton.

## Hàbitat i distribució geogràfica
Es troben a l'Índic i el Pacífic occidental: des del mar Roig i el golf Pèrsic fins a les illes Seychelles, Maurici, Reunió, Durban (Sud-àfrica), Oman, les illes Maldives, la badia de Bengala, la Xina, Taiwan (incloent-hi les illes Pescadors), el Japó (com ara, les illes Ryukyu i Ogasawara), Indonèsia, les illes Filipines, Papua Nova Guinea, Fiji, el mar del Corall (com ara, les illes Chesterfield) i el nord d'Austràlia.

## Gèneres i espècies
- Trichonotus (Bloch & Schneider, 1801)[44]
  - Trichonotus arabicus (Randall & Tarr, 1994)[45]
  - Trichonotus blochii (Castelnau, 1875)[46][47]
  - Trichonotus cyclograptus (Alcock, 1890)[48][49]
  - Trichonotus elegans (Shimada & Yoshino, 1984)[50]
  - Trichonotus filamentosus (Steindachner, 1867)[51][52]
  - Trichonotus halstead (Clark & Pohle, 1996)[53]
  - Trichonotus marleyi (Smith, 1936)[54]
  - Trichonotus nikii (Clark & von Schmidt, 1966)[55]
  - Trichonotus setiger (Bloch & Schneider, 1801)[44][4][56][57][58]

## Observacions
Es colguen a la sorra del fons marí per a passar desapercebuts.